# Johann Karl Friedrich Zöllner
Johann Karl Friedrich Zöllner, född 8 november 1834 i Berlin, död 25 april 1882 i Leipzig, var en tysk astrofysiker verksam inom både praktiska och teoretiska områden.
Zöllner uppfann den så kallade Zöllnerfotometern, som används till att mäta en stjärnas ljusstyrka genom att använda en sidolampa som en konstgjord stjärna. Genom att reglera ett system med prismor kan man reglera sidolampans intensitet till dess att den konstgjorda stjärnans intensitet blir lika med den observerade stjärnans intensitet. Zöllner uppfann också flera olika spektralapparater, bland annat ett okularspektroskop som användes till att undersöka stjärnors spektrum.
Inom det teoretiska området utarbetade Zöllner en teori för hur solens processer fungerar, en teori för variabla stjärnor samt en teori om kometerna. Hans teori om kometerna gick ut på att bland de större partiklarna skulle gravitationen dominera och samla ihop dem till en kärna och bland de mindre partiklarna skulle repellerande elektriska krafter dominera och bilda en svans.